# Film oświatowy
Film oświatowy – jeden z rodzajów filmowych obok filmu dokumentalnego, fabularnego i animowanego. Filmy oświatowe realizowane w celach edukacyjnych mogą mieć charakter zarówno dokumentalny jak i inscenizowany. W Polsce tego rodzaju filmy realizowane są w Wytwórni Programów Oświatowych I Programów Edukacyjnych PIF (wydzielonej 1 stycznia 1994 z Wytwórni Filmów Oświatowych) i w Telewizji. Czołowym twórcą oświatowego filmu przyrodniczego w Polsce był Włodzimierz Puchalski